# Renée Corciade
Marie-Louise Courtiade, dite Renée Corciade, née le 15 février 1881 à La Réole et morte le 24 décembre 1964 à Louveciennes, est une actrice de théâtre et de cinéma française.

## Biographie
Renée Corciade joue à l'Ambigu dans Gigolette d'Edmond Tarbé des Sablon et Pierre Decourcelle, et dans La Fille du garde-chasse d'Alexandre Fontanes ; et au théâtre du Parc. Maurice Charlot l'engage au Palais-Royal en 1903.
Lugné-Poe découvre Renée Corciade qui, après avoir créé L'Enfant Truqué et Les Amants Saugrenus, de Jacques Natanson, se fait applaudir au théâtre des Arts, dans L'Ingrate de Maurice Magre.  Elle joue aussi, Le Maître du Jeu, de Claude Gevel, au théâtre de l'Œuvre. Au Vaudeville, elle est la partenaire de Lucien Guitry dans Après l'Amour 
En 1925, elle fait une tournée en Amérique du Sud, avec Victor Francen.

## Théâtre (création)
- 1908 : La Poudre aux moineaux, vaudeville de Maurice Desvallières et Lucien Gleize, rôle de Navarette, théâtre du Palais-Royal, 23 mars[5],[6],[7].
- 1908 : Madame Gribouille, comédie-vaudeville d'Abel Tarride et Adolphe Chènevières, rôle de Colette, théâtre du Palais-Royal, 29 avril[8].
- 1920 : Une faible femme de Jacques Deval, rôle de La baronne de Claches, théâtre Fémina, 12 mai[9].
- 1921 : Trois bons amis d'Eugène Brieux, rôle de Clémentine Rombier, Odéon[10],[11].
- 1922 : L’Enfant truqué de Jacques Natanson, rôle d'Odette Fabien, théâtre de l'Œuvre[12].
- 1923 : Les Amants saugrenus de Jacques Natanson, au théâtre Fémina, 23 octobre, reprise au théâtre Michel le 13 avril 1927[13].
- 1924 : L'Amour d'Henry Kistemaeckers, rôle de Françoise Navarre, théâtre de la Porte Saint-Martin, 7 octobre[14].
- 1924 : Après l'Amour  de Pierre Wolff et Henri Duvernois, rôle de Nicole Mésaule,  théâtre du Vaudeville, 23 février, reprise au théâtre Edouard VII, décembre 1930[15].
- 1925 : Fantaisie amoureuse d'André Lang, rôle Gabrielle, théâtre du Vieux-Colombier, 15 décembre[16].
- 1925 : La Viveuse et le Moribond de François de Curel, rôle d'Odile, Grand Théâtre de Monte-Carlo, 29 décembre[17], reprise au théâtre des Arts, 6 janvier 1926[18].
- 1927 : Le Chasseur, de Pierre Mortier, au théâtre Michel, Thérèse Bourgain[19],[20],[21].
- 1929 : La Fugue d'Henri Duvernois, rôle de Jeanne Lahoche, Théâtre Saint-Georges, 19 septembre[22],[23].
- 1935 : Je vivrai un grand amour de Steve Passeur, rôle de Dominique d'Applemont, théâtre des Mathurins[24].
- 1942 : C'était en juillet… d'Henri Turpin et Pierre-Paul Fournier, au théâtre Monceau, 20 mai[25],[26].
- 1951-1952 : La neige était sale, de Frédéric Dard et Georges Simenon, adaptée du roman éponyme, rôle de Lotte, Galas Karsenty-Herbert[27].

## Cinéma
- 1937 : La Bataille silencieuse de Pierre Billon.
- 1943 :  Adémaï bandit d'honneur de Gilles Grangier.
- 1954 : Tourments de Jacques Daniel-Norman.